# Élections législatives de 1876 en Vaucluse
Les élections législatives de 1876 ont eu lieu les 20 février et 5 mars.

## Députés élus
|   | Circonscription | Député élu            |  | Groupe parlementaire |
| - | --------------- | --------------------- |  | -------------------- |
| 1 | Apt             | Alfred Naquet         |  | Extrême gauche       |
| 2 | Avignon         | Jean Du Demaine       |  | Droite               |
| 3 | Carpentras      | Louis Cyprien Poujade |  | Gauche républicaine  |
| 4 | Orange          | Alphonse Gent         |  | Union républicaine   |

## Résultats à l'échelle du département
| Partis         | Partis                      | Premier tour | Premier tour | Deuxième tour | Deuxième tour | Sièges |
| Partis         | Partis                      | Voix         | %            | Voix          | %             | Sièges |
| -------------- | --------------------------- | ------------ | ------------ | ------------- | ------------- | ------ |
|                | Légitimistes                | 22 759       | 35,76        | 7 251         | 25,98         | 1      |
|                | Républicains radicaux       | 18 077       | 28,41        |               |               | 1      |
|                | Républicains modérés        | 10 232       | 16,08        | 7 245         | 25,96         | 1      |
|                | Conservateurs               | 5 398        | 8,48         | 6 070         | 21,75         | 0      |
|                | Républicains intransigeants | 4 398        | 6,91         | 7 318         | 26,22         | 1      |
|                | Bonapartistes               | 2 623        | 4,12         |               |               | 1      |
|                | Divers                      | 150          | 0,24         | 23            | 0,08          | 0      |
|                |                             |              |              |               |               |        |
| Inscrits       | Inscrits                    | 82 893       | 100,00       | 34 516        | 100,00        | 4      |
| Votants        | Votants                     | 63 843       | 77,02        | 28 007        | 81,14         |        |
| Abstentions    | Abstentions                 | 19 050       | 22,98        | 6 509         | 18,86         |        |
| Blancs et nuls | Blancs et nuls              | 206          | 0,25         | 100           | 0,36          |        |
| Exprimés       | Exprimés                    | 63 637       | 76,77        | 27 907        | 99,57         |        |

## Résultats par arrondissement

### Arrondissement d'Apt
| Candidats      | Candidats          | Étiquette                                                  | Premier tour | Premier tour | Deuxième tour | Deuxième tour |
| Candidats      | Candidats          | Étiquette                                                  | Voix         | %            | Voix          | %             |
| -------------- | ------------------ | ---------------------------------------------------------- | ------------ | ------------ | ------------- | ------------- |
|                | Zéphyrin Silvestre | Conservateur (soutenu par le Comité national conservateur) | 5 398        | 40,93        | 6 070         | 46,03         |
|                | Alfred Naquet      | Républicain intransigeant                                  | 4 398        | 33,35        | 7 318         | 55,49         |
|                | Taxile Delord      | Républicain modéré                                         | 3 391        | 25,71        |               |               |
|                | Divers             | Divers                                                     |              |              | 23            | 0,17          |
|                |                    |                                                            |              |              |               |               |
| Inscrits       | Inscrits           | Inscrits                                                   | 17 611       | 100,00       | 17 611        | 100,00        |
| Votants        | Votants            | Votants                                                    | 13 215       | 75,04        | 13 481        | 76,55         |
| Abstention     | Abstention         | Abstention                                                 | 4 396        | 24,96        | 4 130         | 23,45         |
| Blancs et nuls | Blancs et nuls     | Blancs et nuls                                             | 28           | 0,16         | 70            | 0,40          |
| Exprimés       | Exprimés           | Exprimés                                                   | 13 187       | 74,88        | 13 411        | 76,15         |

### Arrondissement d'Avignon
| Candidats      | Candidats       | Étiquette           | Premier tour | Premier tour |
| Candidats      | Candidats       | Étiquette           | Voix         | %            |
| -------------- | --------------- | ------------------- | ------------ | ------------ |
|                | Jean Du Demaine | Légitimiste         | 9 846        | 53,26        |
|                | Léon Gambetta   | Républicain radical | 8 642        | 46,74        |
|                |                 |                     |              |              |
| Inscrits       | Inscrits        | Inscrits            | 25 703       | 100,00       |
| Votants        | Votants         | Votants             | 18 555       | 72,19        |
| Abstention     | Abstention      | Abstention          | 7 148        | 27,81        |
| Blancs et nuls | Blancs et nuls  | Blancs et nuls      | 67           | 0,36         |
| Exprimés       | Exprimés        | Exprimés            | 18 488       | 99,64        |

#### Élection partielle du 1er février 1877
| Candidat       | Candidat                       | Parti             | Premier tour | Premier tour | Second tour | Second tour |
| Candidat       | Candidat                       | Parti             | Voix         | %            | Voix        | %           |
| -------------- | ------------------------------ | ----------------- | ------------ | ------------ | ----------- | ----------- |
|                | Jean-Baptiste Saint-Martin élu | Extrême gauche    | 4 799        | 26,88        | 9 704       | 51,61       |
|                | Jean du Demaine sortant        | Bonaparte         | 8 383        | 46,96        | 9 099       | 48,39       |
|                | Eugène Raspail                 | Union républicain | 4 670        | 26,16        |             |             |
|                | Autres                         |                   | ?            |              |             |             |
|                |                                |                   |              |              |             |             |
| Exprimés       | Exprimés                       | Exprimés          | 17 852       |              | 18 803      | 99,38       |
| Blancs et nuls | Blancs et nuls                 | Blancs et nuls    | ?            |              | 118         | 0,62        |
| Votants        | Votants                        | Votants           | 17 852       | 72,83        | 18 921      | 77,19       |
| Abstention     | Abstention                     | Abstention        | 6 660        | 27,17        | 5 591       | 22,81       |
| Inscrits       | Inscrits                       | Inscrits          | 24 512       | 100,00       | 24 512      | 100,00      |

### Arrondissement de Carpentras
| Candidats      | Candidats             | Étiquette          | Premier tour, | Premier tour, | Deuxième tour, | Deuxième tour, |
| Candidats      | Candidats             | Étiquette          | Voix          | %             | Voix           | %              |
| -------------- | --------------------- | ------------------ | ------------- | ------------- | -------------- | -------------- |
|                | Augustin Barcilon     | Légitimiste        | 6 915         | 49,79         | 7 251          | 49,98          |
|                | Louis Cyprien Poujade | Républicain modéré | 6 841         | 49,26         | 7 245          | 50,02          |
|                | Divers                | Divers             | 132           | 0,95          |                |                |
|                |                       |                    |               |               |                |                |
| Inscrits       | Inscrits              | Inscrits           | 16 905        | 100,00        | 16 905         | 100,00         |
| Votants        | Votants               | Votants            | 13 940        | 82,46         | 14 526         | 85,93          |
| Abstention     | Abstention            | Abstention         | 2 965         | 17,54         | 2 379          | 14,07          |
| Blancs et nuls | Blancs et nuls        | Blancs et nuls     | 52            | 0,31          | 30             | 0,21           |
| Exprimés       | Exprimés              | Exprimés           | 13 888        | 82,15         | 14 496         | 99,79          |

### Arrondissement d'Orange
| Candidats      | Candidats            | Étiquette           | Premier tour, | Premier tour, |
| Candidats      | Candidats            | Étiquette           | Voix          | %             |
| -------------- | -------------------- | ------------------- | ------------- | ------------- |
|                | Alphonse Gent        | Républicain radical | 9 435         | 52,20         |
|                | Raoul de Billioti    | Légitimiste         | 5 998         | 33,19         |
|                | Nogent-Saint-Laurens | Bonapartiste        | 2 623         | 14,51         |
|                | Divers               | Divers              | 18            | 0,10          |
|                |                      |                     |               |               |
| Inscrits       | Inscrits             | Inscrits            | 22 674        | 100,00        |
| Votants        | Votants              | Votants             | 18 133        | 79,97         |
| Abstention     | Abstention           | Abstention          | 4 541         | 20,03         |
| Blancs et nuls | Blancs et nuls       | Blancs et nuls      | 59            | 0,33          |
| Exprimés       | Exprimés             | Exprimés            | 18 074        | 99,67         |